# 超人力霸王Trigger
《超人力霸王特利卡》（日语：ウルトラマントリガー），是由圓谷製作所製作的特攝電視劇，2021年7月10日起於東京電視台、大阪電視台系列頻道每週六上午9:00-9:30（JST）播映，共25集。另外也於官方YouTube頻道於播映日上午8:28分率先播出，標語為「連接超遠古之光·新時代巨人傳說」（超古代の光を繋ぐ新時代の巨人伝説）。

## 概要
本作為令和時代《超人力霸王系列》第三部作品，同時是1996年劇集《超人力霸王迪卡》的25週年紀念作，《TDG三部曲》25週年紀念的第一部作品。主監督則曾執導過《超人力霸王捷德》等多部作品的坂本浩一擔任。劇本統籌則由曾負責《天體運行式》等多部動畫作品的林直樹（久彌直樹）和足木淳一郎擔當，配樂則由坂部剛製作。
節目製作於2021年4月15日宣布，2021年6月10日，與前作《超人力霸王Z》一樣透過線上發布會展示新作品的規劃。
2022年7月9日起，其續作《超人力霸王Decker》播映。

### 風格
在製作階段，包括坂本浩一在內的工作人員進行了討論，其中，副標題定為：「New Generation Tiga」，本作並非《迪卡》的翻拍、重啟或續集，而是在具有《迪卡》存在的眾多要素中，將成為關鍵點的基礎注入新的要素後而重新構建，而打造全新的「新生代」迪卡的含義，包括防衛組織、變身器、型態在內皆參照《迪卡》為範例打造，在製作前期最初的提案，則曾有提議以『迪卡的兒子』為主題的故事，當然在高層下達命令不使用「兒子」為設定的發展後，坂本為首的幾位主導製作者則決定以用「平行世界」作為世界觀的設計，甚至曾提出直接延續《帝納》跟《迪卡外傳》後「Neo Frontier Space」世界觀的提案，最後則決定以《迪卡》並行的世界觀「Neo Frontier Spirit Space」為舞台。
久彌直樹的參與，則歸因於之前和坂本在《BLACKFOX》裡面的合作經驗，並在在劇組確定要加入「防衛隊」元素之後加入劇組，負責考慮故事框架，設定角色，挖掘各自的故事主軸，同時在考慮到2021年不僅是迪卡的25週年，還是超人力霸王系列的55週年，因此坂本在早期構想「三個人間體的超人力霸王」的想法，主角定位則由地球人、超古代人、宇宙人三人展開，各自變成不同的巨人，劇情則圍繞三人開闢命運，不斷成長的青春群像劇。有鑒於《大河》的經驗，在25話塞入三位超人力霸王的刻畫具有難度性，因此「三人超人力霸王」的想法則遭到廢棄，此外，坂本浩一將「我想讓大家展露笑容」的想法定為這部作品的主題，旨在嚴重特殊傳染性肺炎疫情在全球蔓延的同時，此作品能為觀眾注入活力和激勵的正能量。

#### 選角
在選角方面則是在《迪卡》後，再度選擇偶像組合的成員寺坂賴我（祭nine.）飾演該系列的主角真中劍吾，對此，坂本浩一表示並非特意要從偶像組合中選角，而是在經歷試鏡後，剛好選中寺坂頼我，覺得真的是命運。其他的演員則是從曾與坂本有過合作經驗的演員中挑選演出。
此外，平野宏周回歸出演夏川遙輝，該角色於2020年電視劇《超人力霸王Z》首次出現，於本作第7、8話、劇場版回歸演出。

## 故事大綱
3000萬年前，黑暗使世界陷入恐懼。最終光之巨人將黑暗封印到了遙遠的宇宙中。
光之巨人也用盡了全力，在紅色的星球上陷入長眠。
時光流轉，當地球和平同盟組織TPU緊急組建精英戰鬥小組“GUTS-SELECT”時，真中劍悟正在剛剛開拓的火星上作為植物學家安穩地生活著。
但是有一天，超古代封印的黑暗突然再次來襲，打破了安穩寧靜的生活，當火星的街道被怪物破壞時，劍悟被命運引導，和沈睡的光之巨人相遇了。
這次相遇會給他和地球帶來怎樣的影響呢？跨越時空甦醒的光之巨人，其名為——「超人力霸王特利卡」！

## 本作登場的超人力霸王

### 超人力霸王特利卡
本作登場的超人力霸王戰士，是跨越時空而甦醒，過去曾活躍三千萬年前超古代文明的光之巨人，在超古代時期封印了闇之三巨人後，將自己的身體隱藏在火星地下的金字塔，不過在第一話中因卡爾蜜拉和哥爾巴襲擊火星，在劍悟解除封印下融為一體，而令特利卡的軀體成功復活，此後則以劍吾的身份在地球上活躍。
變身後的劍吾則處在一個發光的白色空間內戰鬥，除了基本形態複合型之外，還能夠通過形態變化能力使用擅長在地面作戰、強壯有力的力量型；擅長空中作戰、動作敏捷的空中型，及神秘的道具——圓環之臂作戰，活動時間則為三分鐘，在第3話中，TPU曾將其巨人的存在視為待觀察目標，但後來在辰巳隊長的決議下則開始協助其作戰。
人間體：真中劍吾
身高：53公尺
體重：4萬4千噸（三形態共通）
年齡：未知
在第11話中，揭露其三千萬年前的超古代文明的姿態為黑暗特利卡，曾與卡爾蜜拉等人一同對超古代文明四處破壞，但是經過劍吾一番激戰和勸說，最終劍吾成功地將黑暗特利卡變成了超人力霸王特利卡，而特利卡自身也變成了劍悟自己的樣子，證實「劍吾就是特利卡本人」，劍吾的存在是其對應特利卡意識的轉世重生及改變的「內心」，而隨著永恆之核的力量穿越時空，特利卡封印了闇之三巨人，然而也因力量耗盡而墜落至火星，特利卡的意識也重生為人類嬰兒，隨後被發現遺跡的真中莉奈命名為「劍吾」並獨自撫養長大。
儘管劍吾只說明自己是從特利卡之光中誕生的光之化身，並沒有說明他是否擁有特利卡的全部意識。而闇之三巨人則誤會特利卡的背叛是“因為劍吾劫持其身體被所造成的”。

#### 設計
超人力霸王特利卡由後藤正行設計，的每種形態以及必殺技的名稱，實際上與超人力霸王迪卡的角色設定、技能幾乎相同，在規劃中則是在舊平成和新生代系列的取自元素下塑造，例如沿用舊平成時期登場的超人設定，特利卡並不會主動開口說話。
在角色設計方面，除了在手臂和胸部嵌入超古代文明形象的文字圖案外，也應坂本要求，包含面具眼部上方的窺視在內縮小頭部的尺寸凸顯出身材和線條，並參照美國漫畫登場的超級英雄角色將原有的皮套服逐年改良，形象在追求適合令和時代的視覺效果同時，仍保持著「迪卡」的神秘感。
至於類型變化，則未有融入新生代系列中使用過去超人戰士的力量和元素，則是以迪卡的三種類型變化的基礎設計兩版不同樣貌的造型，使特利卡與迪卡兩個角色間有著鮮明的區別，不過在轉換階段時則和迪卡一樣，先是轉換身體的顏色表達變化，再升級元素為不同的型態。
飾演劍吾一角的寺坂賴我負責超人力霸王特利卡的配音，坂本導演曾表示想在這部作品中想減少一點英雄的人性，因此則仿迪卡使用較為簡短的單詞發音。

#### 變身器
- GUTS 神光海帕槍（閃光棒模式）

原文： / GUTS Spark Lens
能使劍吾變身成特利卡的道具，是聖彰人通過解析靜間光國所交付的從超古代遺跡中挖掘出的神器，再現其科學構造而得到的道具。此變身道具名稱及造型上參考了超人力霸王迪卡的變身道具－神光棒（スパークレンス）。
平時以海帕槍模式作為手槍使用。當怪獸出現需要藉助光的力量時，此道具可變成閃光棒模式。並裝填寄宿著光之力量的超級鑰匙（複合型），高舉頭頂變身成特利卡。
- 古代神光棒

原文： / Ancient Spark Lens
第11話登場，由尤紗蕾為了阻止企圖奪走永恆之核的闇之一族，賦予劍吾的神器。
可以藉此來潛入黑暗特利卡的身體中，此外根據第1話劍悟初次變成特利卡時看見的殘影，揭示握著古代神光棒的人就是劍吾自己。
在劇場版中，此神器由時岡龍一/扎畢魯使用於變身邪惡特利卡。

#### 型態變化
- 複合形態

原文： / Multi Type 
超人力霸王特利卡的基礎形態，力量和速度基本平衡，無論戰鬥的場地如何，都能發揮能力。第1話初登場。
當使用複合型使用圓環之臂時，圓環之臂也會相應變成圓環之臂複合劍模式。
必殺技：哉佩利敖光線（ゼペリオン光線）
圓環之臂必殺技：哉佩利敖長劍終結（ゼペリオンソードフィニッシュ / Zeperion Sword Finish）
台詞：「構築未來 希望之光」（未来を築く 希望の光）
- 強壯形態

原文： / Power Type 
能夠變化形態成為偏重力量的強力型態，和重量級的敵人進行肉搏戰時，更容易發揮出威力。第2話初登場。
當力量型使用圓環之臂戰鬥時，圓環之臂也會相應變為圓環之臂強力爪模式。
必殺技：迪拉修姆光流（デラシウム光流）
圓環之臂必殺技：迪拉修姆鉤爪衝擊（デラシウムクローインパクト / Delasium Claw Impact）
台詞：「掌握勝利 强力之光」（勝利を掴む 剛力の光）。
- 疾速形態

原文： / Sky Type 
能夠變化形態成為偏重敏捷的的速度型態，在空中或是進行高速戰鬥時，更容易發揮出威力。第3話初登場。
當空中型使用圓環之臂戰鬥時，圓環之臂也會相應變為圓環之臂空中弓模式。
必殺技：蘭帕爾特光彈（ランバルト光弾）
圓環之臂必殺技：蘭帕爾特弓箭強襲（ランバルトアローストライク / Lambert Arrow Strike）。
台詞：「奔馳天空 急速之光」（天空を駆ける 高速の光）。
- 閃耀特利卡 永恆形態

原文： / Glitter Trigger Eternity
第12話亮相，特利卡在吸取「永恆核心」的強大力量後，經過全身強化的最終形態，全身基調以金色及赤橙色設計所構成。
具有無法估算的攻擊力和防禦能力，在剛開始時得到此型態即使是劍悟自身也無法輕易駕馭,之後經過利布特的特訓後已基本掌握此型態的力量。
在第22話中，當伊格尼斯變身的黒暗托利加與希特拉姆決戰中處於劣勢之時，劍悟的身上發出金色的光，尤奈其後使用尤莎蕾留下的超古代戒指，將劍吾身上金色的光引出傳送此型態的昇華錀匙給伊格尼斯，使得伊格尼斯能夠使用此型態的力量。
劇場版時，尤奈喚醒「永恆核心」內的力量，讓特利卡能再次變身這個型態。
必殺技：閃耀哉佩利敖光線（第12及24話使用）
台詞：「照耀宇宙 超古代之光」（宇宙を照らす 超古代の光）。
- 真實特利卡

原文： / Trigger Truth
最終話亮相，劍吾接收從伊格尼斯的黒影海帕槍借出黒暗特利卡的力量後，光與暗兩種極端力量合而為一的形態，全身以複合型加上黑色紋路所構成。在擊敗梅加洛杰厄後劍吾拿出此型態錀匙時，黒暗特利卡的力量回到伊格尼斯的身上。
能使用光暗合併的攻擊技能進行戰鬥，並且擁有擊敗梅加洛杰厄的力量，劍吾在變身此型態後，就與邪神梅加洛杰厄進行海上戰鬥，使用的招式等，都與超人力霸王迪卡最終話類似。
必殺技：真實哉佩利敖光線

#### 武器·道具
- 圓環之臂

原文： / Circle Arms
為超人力霸王特利卡的專用武器，外型一個圓環手柄。第1話時出現，在火星上以古代遺跡物的模樣被發現，後在特利卡危機之時解封。
可根據轉換形態而啟動劍模式（複合型專用）、鉤模式（力量型專用）和弓模式（空中型專用）。
複合型使用時的劍模式為複合劍（マルチソード/Multi Sword），力量型使用時名為力量鉤（パワークロー/Power Claw），空中型使用時名為空中弓（スカイアロー/Sky Arrow）。
插入GUTS 超級鑰匙的音效為：「Maximum Boot Up：（形態名稱後綴）」，再按扳機後就可發出相應的必殺技。
第17話及劇場版曾由伊格尼斯變身的黒暗特利卡操控。(怪獸昇華鑰匙塞格古)
- 閃耀聖劍

原文： / Glitter Blade
為闪耀特利卡永恆型態的專用武器，第12話時首度登場。
擁有三種模式，分別為複合（Multi）、力量（Power）和空中（Sky），轉換模式時的音效為：「（相應形態模式）Photon（フォトン）」
- 發動複合形態的必殺技為：「Violet（バイオレット）：Eternity Zerades（エタニティゼラデス）」
- 發動力量形態的必殺技為：「Crimson（クリムゾン）：Eternity Bomber（エタニティボンバー）」
- 發動空中形態的必殺技為：「Cobalt（コバルト）：Eternity Banish（エタニティバニッシュ）」

#### 在其他作品登場
本傳後世界觀登場
- 劇場版
- 《超人力霸王特利卡：特別篇 Z》（2022年上映）

- 回歸
- 《超人力霸王德卡》（2022年）

- 網路劇集

《超級銀河格鬥》（客串、2022年）

### 闇黑勇士 黑暗特利卡
第1話於剪影形式登場，第11話於現代被卡爾蜜拉透過黑暗咒術，從沒有人間體寄宿下的特利卡身軀下再度復活的闇之巨人，開始破壞。全身覆蓋著黑暗的氣息，是特利卡過去作為闇之巨人的原初型態，全身基調以機械式及黑暗元素的設計而成。在第12話中，由於「脫離的內心與過去的自己融合回歸」失去意識後而不明境地失控，最後遭到回到現代的劍吾所變成的閃耀特利卡永恆所擊敗。
隨後，黑暗特利卡殘留的力量則被伊格尼斯吸收，使得伊格尼斯擁有黑暗特利卡的力量。在第15話中，當伊格尼斯從利布特身上學到如何運用光的力量變身成超人之後，隨後成功變身，然而因無法控制龐大力量的因素曾一度暴走，直到第21話，聖彰人將調整及改良變身器拿出給伊格尼斯，才令其即使在戰鬥其間也不會輕易暴走，成為特利卡的助力之一。
必殺技：黑暗哉佩利敖光線（ダークゼペリオン光線）
台詞：「繪染未來 漆黑之暗」（未来を染める 漆黒の闇）
- 當初，這個角色被設計為是一個像中型boss一樣的客串角色，以作為特利卡的強化回，由於它是Trigger過去的象徵性角色，為了斷絕過去的恩怨，計劃只在第2話中登場並在之後的作品不再登場。然而由於玩具銷售計劃需要儘早推出增強版，所以比原定早了很多地出現，由於登場時整個故事的一半還沒有進行，所以如果增強版在此處收尾，後半部分就會變得無聊，所以才通過對伊格尼斯的改造安排，來讓其成為後半部分的對手角色。

- 監督坂本認為，由於黑暗特利卡是中型對手，所以它是對於《超人力霸王帝納》劇中出現的超合成獸人吉爾加諾德（セルカノイト）的效仿。將吉爾加諾德作為題材，並在特利卡和黑暗迪卡的元素中加入金屬生命體的形象，使它成為了邪惡般的存在。吉爾加諾德有巨大的6只爪子長在背後，但這一次是巨大的2只爪子長在兩肩的輪廓。

#### 變身器
- 黑影海帕槍

原文：/Black Spark Lens
第15話首次登場，由寄宿在伊格尼斯體內的黑暗特利卡力量，注入到GUTS神光海帕槍的試作品而成。能夠插入黑暗特利卡GUTS超級鑰匙變成黑暗特利卡。
把GUTS 超級鑰匙插入時的音效為：「Boot Up（ブートアップ）：（必殺技名稱前綴）」

### 邪惡特利卡
原文：イーヴィルトリガー / Evil Trigger
於劇場版首次登場，是由内心過份渇望光的時岡龍一（扎比爾），藉由從GUTS-SELECT盜獲得古代神光棒後所變成的「影之巨人」，該巨人的設計與所對應的邪惡迪卡的不同之處，除了細節外，巨人外型的整體形式與特利卡極度相似。
在變成邪惡特利卡之前的一刻,除了時岡龍一（扎比爾）外,亦注入了其他萊拉成員力量，當時岡龍一（扎比爾）的表情、眼神等都失控時，邪惡特利卡的身體會發出數段閃電攻擊特利卡、傑特及黒暗特利卡。最後與特利卡、傑特及黒暗特利卡進行戰鬥之前，邪惡特利卡的身體因吸取特利卡的能量而變大，後則遭到三人強大的光線下消滅。

### 其他登場的超人力霸王戰士
超人力霸王迪卡
原文： / Ultraman Tiga（真地勇志 聲演）
另一個次元中，來自三千萬年前超古代時期的光之巨人，於第1話、第9話與第25話出現在靜間光國的回想當中。
在第19話因靜間光國與尤奈藉助尤紗蕾的力量，使得成功召喚出「神祕之光」迪卡降臨至特利卡所在的世界，並協助特利卡對抗基里艾洛德。
必殺技：哉佩利敖光線（ゼペリオン光線）
超人力霸王Z
原文： / Ultraman Zett（畠中祐 聲演）
第7話、第8話及劇場版客串登場，來自M78星雲，宇宙警備隊的新隊員，是個不懈努力著的年輕戰士。
在前作與夏川遙輝一體化，並與遙輝在地球經歷多場戰役，並在結局後離開了地球，踏上宇宙的旅程，不過偶爾也會回到地球支援作戰。
在本作和賽文加追捕巴羅薩星人時，因四次元怪獸布魯通的力量而捲入蟲洞，意外穿梭到特利卡所在的世界。
必殺技：傑斯帝姆光線（ゼスティウム光線）
貝利亞魔劍
原文： / Beliarok（小野友樹 聲演）
第7話、第8話及劇場版客串登場，超人力霸王Z所使用的劍型武器，外觀造型為超人力霸王貝利亞的頭顱加脊椎，拥有自我意识和不死之身，可以无限修复。
此武器必殺技：帝斯修姆利爪（デスシウムクロー）
超人力霸王利布特
原文： / Ultraman Ribut（駒田航  聲演）
第14話、第15話客串登場，是來自從宇宙的災厄中拯救、守護生命的組織「銀河救援隊」所屬的M78星雲戰士。在本作中因追擊阿布索留特人一族，而來到特利卡所在的世界，並化身成人間體的型態協助劍吾鍛鍊。
必殺技：加拉修姆爆裂（ギャラクシウムブラスター）
台詞:「拯救生命 銀河之光」（命を救う 銀河の光）

## 闇之巨人
本作的對立角色，過去曾活躍三千萬年前超古代文明的闇之巨人，過去為了將宇宙變成屬於黑暗的世界，開始尋找能與宇宙大爆發相匹敵的能量「永恆核心」，從而襲擊地球。但在超人力霸王特利卡和地球星警備團的活躍而被封印在宇宙的彼方。在三千萬年後因封印被打破而復活，每個闇之巨人不僅擁有獨特的力量，還擁有能隨意使役怪獸的能力，因而成為劍吾等人最大的威脅。
三名闇之巨人的外觀原型，為登場於2000年電影《超人力霸王迪卡：最終聖戰》的對立角色卡蜜拉、達拉姆和希特拉，但在本作中則賦予了全新的人物設定。，此外闇之巨人還能夠適應人類的大小。它使用超古代的語言進行交流，但也可以通過調整聲帶說出現代地球語言。 
闇之巨人是屬於「黑暗」而非「邪惡」，所以形式規則與人類不同，因此它們不是基於惡意行事，而是因此墮入人性。由於舞台與《迪卡》是不同的世界，所以製作團隊採取探索原作設計的形式，同時以黑暗三巨人為基礎製作氣氛，並參考特利卡的設計來衡量與那個時代的距離，作為闇之巨人共同的設計理念，彩色計時器的顏色在設計階段是白色的，但在造型上最後採用藍色。

### 妖麗戰士卡爾蜜拉
CV：上坂堇、黎筱濛（中國大陸）、魏晶琦（台灣）、何凱怡（香港）；人類型態：上坂堇 

原文： / （The Captivating Warrior）Carmeara 
本作登場的敵役角色，闇之巨人的首領，性格殘忍的強大女戰士。全身條紋以金色和白色的線條構成。對於特利卡有著極大的仇恨，對此存有複雜矛盾的感情，更是特利卡過去所對決最強的敵人。必殺技為由雙手操縱著的「卡爾蜜拉之鞭」。整體上有着把達貢和希特拉姆完全壓倒的戰鬥能力。
過去為漂浮在宇宙中的石像狀態，但在封印被小行星打破後出現在人類面前，並瞄準在地球上的神秘物體·永恆之核和特利卡而行動。劇情後期，由於對於永恆核心的執著及劍吾的仇恨，她通過吸收背叛自己的希特拉姆和達貢的力量，綁架尤奈並融合永恆核心的力量，變成名為「邪神梅加洛杰厄」的怪獸，成了本作的最終敵役。
最終話在「邪神梅加洛杰厄」第二型態被劍悟變身的真實特利卡擊敗後，在劍吾變身的真實特利卡懷抱中消散。
身高：49公尺
體重：3萬9千噸
必殺技：卡爾蜜拉之鞭（カルミラウィップ）
在《德卡》中，10年後被索菲亞寄生其殘餘力量而復活，在被劍悟救出後，並得知對方本來就無否定黑暗的價值後化敵為友，協助特利卡及德卡對抗索菲亞梅加洛杰厄，在結局攜帶著達貢和修朵拉姆的力量，與特利卡離開了地球。

### 剛力鬥士達貢
CV：真木駿一、来晓风（中国大陆） 、吳文民（台灣）、（香港）

原文： / （The Herculean Fighter）Darrgon
本作登場的敵役角色，闇之巨人的一員，與卡爾蜜拉行動的強大戰士。雖然有較為粗魯的性格，但卻討厭卑鄙的行徑，是全身有著強大怪力的武人，全身條紋以紅色和暗色所構成。過去為倒栽葱的石像狀態，但在第2話封印被卡爾蜜拉打破後出現在人類面前，並瞄準在地球上的神秘物體·永恆之核和特利卡而行動。
不同於卡爾蜜拉，他反而只想跟Trigger較量，不過隨著與人類們接觸，及第5話被尤奈掌摑了一記耳光後，深受人類撼動的他則若有所思，開始對尤奈產生不同的感情。在第10話，他毫不猶豫地向尤奈直面自己的感情，最終在目睹尤奈與彰人戰鬥的表現後，透過兩人理解何謂想保護他人的心情以及「愛」的強大。
劇情後期，由於其理解人類的立場與卡爾蜜拉背道而馳，在第23話得知修朵拉姆被卡露蜜拉殺死後對其産生懷疑，並被卡爾蜜拉的黑暗所操控，其間曾一度被喚醒，及後要求與特利卡較量，然而在戰鬥期間再度被卡爾蜜拉的黑暗操控，在短暫清醒的狀態下要求在不想傷害尤奈的情况下消滅自已，被消滅之前説了句「My Friend」(我的朋友)後，被彰人使用納斯迪賽號的利布特錀匙力量發射「極限納斯光炮」消滅，力量也遭到卡爾蜜拉奪去。
最終話時被梅加洛杰厄以傀儡形式與希特拉姆召喚，至納斯迪賽號和GUTS-SELECT進行打鬥，後消散。
身高：62公尺
體重：6萬8千噸
必殺技：烈焰粉碎機（ファイアビートクラッシャー）

### 俊敏策士修朵拉姆
CV：高橋良輔、李文朔（中国大陆） 、賴緯（台灣）、（香港）

原文： / （The Agile Tactician）Hudram 
本作登場的敵役角色，闇之巨人的一員，與卡露蜜拉合作的敏捷戰術專家，是三位闇之巨人中最容易暴躁的一位。擁有較為狡猾的個性，口頭禪為「Excellent（エクセレント）」，喜歡刻意挑逗對方情緒而已高速度與戰況高能兼備戰鬥。是位擅長空中戰，利用高速攻擊攻擊對手的速度型戰士，全身條紋以藍色和白色構成。
過去為石像狀態，但比其他兩人提早一個世紀解封，因此摧毀了伊格尼斯所在的利修里亞星，在第3話開始為了瞄準在地球上的神秘物體·永恆之核和特利卡而行動，沒有像其他兩人特別執著Trigger。在劇情後期，由於其立場與卡露蜜拉背道而馳，開始動念獨占永恆之核的念頭，在第22話利用伊格尼斯鎖定永恆之核的位置從而達到自身的目的，然而在伊格尼斯變身的黑暗特利卡的激戰後敗北後，最終他被卡露蜜拉以報復的形式殺死，其力量也遭到卡爾蜜拉奪去。
最終話時被邪神梅加隆佐亞以傀儡形式與達貢召喚至納斯迪賽號，和GUTS-SELECT進行打鬥，後消散。
身高：57公尺
體重：5萬2千噸
必殺技：希特拉姆短劍光線（ヒュドラスト光束）

## 本作登場的防衛組織

### TPU
地球和平同盟組織（TPU） 
全名「Terrestrial Peaceable Union」，是靜間財團的創立者「靜間光國」發現了來自黑暗勢力的威脅，加上出現突然襲擊地球的怪獸。為了對抗這些災厄的威脅及應對迫在眉睫的危機，在世界政府的支持下因而成立以現代科學精英組成的調查組織。於2005年所成立。此外因為與宇宙各地的星球有所交集，因此所轄機關的成員並非僅有人類，還包括由多數前來地球交流的宇宙人。
總部設置於日本，在世界各地皆設有支部，主要為北美支部、歐洲支部（巴黎）、南太平洋支部（雪梨）等地。
關聯機關
- GUTS-SELECT
- 技術部・特務3課
- 技術部・2課
- 廣報部・特務3課
- 捜査部・科學班
- 整備部
- 警備部
- 經理部

### GUTS-SELECT
本作登場的防衛隊，隸屬於TPU，全名為：全球無限任務小隊「Global Unlimited Task Squad（Select）」，是TPU日本總部所建立，共7名成員組成，它的主要任務是通過操作先進的科學技術，來應對怪獸災害和調查超古代遺跡為目的學術團隊。
在現代，由於製作流程時間表和預算的關係，描寫防衛隊是不容易的，無法使用前作《Z》中小規模團隊存在的世界觀，為了讓《迪卡》世代的父母不失望而需要呈現一個更大規模的組織感。必須準備約GUTS級的司令室進行。因此，防衛隊的規劃曾以設有有和未有兩種計畫同時進行，後者的世界觀則是加以描寫前述三位超人力霸王人間體的動作和劇情部分。這是一個根據考慮而提出的計劃。然而在企劃的進行，防禦隊成為了世界觀的一部分，在比以往新系列更大的指揮室裡，需要的人員組成包括主角、女主角、隊長、母艦駕駛員、戰鬥機飛行員、開發負責人、資訊負責人和宇宙人。由於整個《特利卡》作品本身是沉重的故事，為了營造明亮的氣氛，隨隊人員的關係變得熱鬧。

### 武器・裝備
GUTS 神光海帕槍
原文： / GUTS Spark Lence 
音效：Maxwell Powers
聖彰人解析超古代遺跡中挖掘出的神器，再現其科學構造而誕生的武器槍，其中劍悟擁有的海帕槍能變換成GUTS閃光棒。
模式
- 海帕槍模式

GUTS-SELECT隊員平時使用的模式，可以藉助怪獸的Hyper Keys來加強本身的威力。
- 閃光棒模式

劍悟變身成超人力霸王特利卡時的模式。
把GUTS 超級鑰匙插入時的音效為：「Boot Up（ブートアップ）：（必殺技名稱前綴）」
- GUTS 超級鑰匙

原文： / GUTS Hyper Key
音效：Maxwell Powers
聖彰人發明出能搭配GUTS海帕槍使用，使用於攻擊怪獸的USB型裝置，其中劍悟與遙輝所持有的超級鑰匙則有變身或轉換形態的功能。
超人力霸王特利卡
| 名稱                                                              | 編號 | 相關簡介                                            | 初次登場話數 | 備註 |
| ----------------------------------------------------------------- | ---- | --------------------------------------------------- | ------------ | --- |
| 複合型（マルチタイプ / Multi Type）                               | U-01 | 寄宿着複合型的力量，可變成超人力霸王特利卡複合型。  | 1            | Trigger的光芒注入空白鑰匙中誕生而成。 插入GUTS 神光海帕槍的音效為「Zeperion（ゼペリオン）」。 插入圓環之臂時的音效為「Multi（マルチ）」。                                                                    |
| 力量型（パワータイプ / Power Type）                               | U-02 | 寄宿着力量型的力量，可變成超人力霸王特利卡力量型。  | 2            | 聖彰人將古代石板的能量注入空白鑰匙中誕生而成。 插入GUTS 神光海帕槍的音效為「Delasium（デラシウム）」。 插入圓環之臂時的音效為「Power（パワー）」。                                                           |
| 空中型（スカイタイプ / Sky Type）                                 | U-03 | 寄宿着空中型的力量，可變成超人力霸王特利卡空中型    | 3            | 聖彰人將古代石板的能量注入空白鑰匙中誕生而成。 插入GUTS 神光海帕槍的音效為「Lambert（ランバルト）」。 插入圓環之臂時的音效為「Sky（スカイ）」。                                                              |
| 閃耀特利卡永恆（グリッタートリガーエタニティ / Glitter Eternity） | ‐    | 寄宿着閃耀型的力量，可變成超人力霸王閃耀特利卡永恆  | 12           | 插入GUTS 神光海帕槍的音效為「Glitter Zeperion（グリッターゼペリオン）」。 插入圓環之臂時的音效為「Glitter（グリッター）」。                                                                                  |
| Trigger真實（トリガートゥルース / Trigger Truth）                 | ‐    | 寄宿着Trigger真實的力量，可變成超人力霸王特利卡真實 | 25 (最終話)  | 最終話由伊格尼斯將黒暗Trigger的錀匙插入黒影海帕槍，並以槍模式將黒暗Trigger的力量傳送至劍悟手上的複合型超級鑰匙後變化而成。 插入GUTS 神光海帕槍的音效為「Truth Zeperion」。 插入圓環之臂時的音效為「Truth」。 |

其他登場的超人力霸王
| 名稱                                                                                                 | 編號 | 相關簡介                                                                                   | 初次登場話數 | 備註 |
| --- | ---- | ------------------------------------------------------------------------------------------ | ------------ | --- |
| 超人力霸王Z 原生型態（ウルトラマンゼット オリジナル / Ultraman Z Original）                          | U-04 | 寄宿着超人力霸王Z 原生形態的力量，可以直接藉此變成超人力霸王Z 原生形態                     | 7            | 聖彰人將Z昇華器的能量轉換空白鑰匙中誕生而成。 插入GUTS 神光海帕槍與圓環之臂時的音效皆為「Zestium(ゼスティウム)」。   |
| 超人力霸王Z 阿爾法鋒刃型態（ウルトラマンゼット アルファエッジ / Ultraman Z Alpha Edge）              | U-05 | 寄宿着超人力霸王Z 阿爾法鋒刃形態的力量，可以直接藉此變成超人力霸王Z 阿爾法鋒刃形態         | 8            | 插入GUTS 神光海帕槍與圓環之臂時的音效皆為「Alpha(アルフ)」。                                                         |
| 超人力霸王Z 貝塔粉碎型態（ウルトラマンゼット ベータスマッシュ / Ultraman Z Beta Smash）              | U-06 | 寄宿着超人力霸王Z 貝塔粉碎形態的力量，可以直接藉此變成超人力霸王Z 貝塔粉碎形態             | 8            | 插入GUTS 神光海帕槍與圓環之臂時的音效皆為「Beta ( ベータ)」。                                                        |
| 超人力霸王Z 伽瑪未來型態（ウルトラマンゼット ガンマフューチャー / Ultraman Z Gamma Future）          | U-07 | 寄宿着超人力霸王Z 伽瑪未來形態的力量，可以直接藉此變成超人力霸王Z 伽瑪未來形態             | 8            | 插入GUTS 神光海帕槍與圓環之臂時的音效皆為「Gamma (ガンマ)」。                                                        |
| 超人力霸王Z 德爾塔昇華鉤爪型態（ウルトラマンゼット デルタライズクロー / Ultraman Z Delta Rise Claw） | U-08 | 寄宿着超人力霸王Z 德爾塔昇華鉤爪形態的力量，可以直接藉此變成超人力霸王Z 德爾塔昇華鉤爪形態 | 8            | 插入GUTS 神光海帕槍與圓環之臂時的音效皆為「Delta（デルタ）」。                                                       |
| 超人力霸王利布特(ウルトラマンリブット / Ultraman Ribut)                                              | U-09 | 寄宿着超人力霸王利布特的力量                                                               | 15           | 利布特將自己的力量注入到怪獸鑰匙轉化而成。 插入GUTS 神光海帕槍與圓環之臂時的音效皆為「Galaxium（ギャラクシウム）」。 |
| 超人力霸王迪卡 複合型（ウルトラマンティガ マルチタイプ / Ultraman Tiga Multi Type）                  | U-10 | 寄宿着超人力霸王迪卡 複合型的力量                                                          |              | |
| 超人力霸王迪卡 力量型（ウルトラマンティガ パワータイプ / Ultraman Tiga Power Type）                  | U-11 | 寄宿着超人力霸王迪卡 力量型的力量                                                          |              | |
| 超人力霸王迪卡 空中型（ウルトラマンティガ スカイタイプ / Ultraman Tiga Sky Type）                    | U-12 | 寄宿着超人力霸王迪卡 空中型的力量                                                          |              | |
| 超人力霸王閃耀迪卡（ウルトラマングリッターティガ / Ultraman Glitter Tiga）                           | U-13 | 寄宿着超人力霸王閃耀迪卡的力量                                                             |              | |
| 超人力霸王高斯 月神模式（ウルトラマンコスモス ルナモード / Ultraman Cosmos Luna Mode）               | U-16 | 寄宿着超人力霸王高斯 月神模式的力量                                                        |              | |
| 超人力霸王蓋亞（ウルトラマンガイア / Ultraman Gaia）                                                 | U-17 | 寄宿着超人力霸王蓋亞的力量                                                                 |              | |
| 超人力霸王亞格（ウルトラマンアグル / Ultraman Agul）                                                 | U-18 | 寄宿着超人力霸王亞格的力量                                                                 |              | |
| 超人力霸王亞格 SV（ウルトラマンアグル スプリーム・ヴァージョン / Ultraman Agul Supreme Version）     | U-19 | 寄宿着超人力霸王亞格 SV的力量                                                              |              | |
| 超人力霸王銀河（ウルトラマンギンガ / Ultraman Ginga）                                                | U-20 | 寄宿着超人力霸王銀河的力量                                                                 |              | |
| 超人力霸王勝利（ウルトラマンビクトリー / Ultraman Victory）                                          | U-21 | 寄宿着超人力霸王勝利的力量                                                                 |              | |
| 超人力霸王X（ウルトラマンエックス / Ultraman X）                                                     | U-22 | 寄宿着超人力霸王X的力量                                                                    |              | |
| 超人力霸王0rb 0rb原生（ウルトラマンオーブ オーブオリジン / Ultraman Orb Orb Origin）                 | U-23 | 寄宿着超人力霸王0rb 0rb原生的力量                                                          |              | |
| 超人力霸王捷德 原始型態（ウルトラマンジード プリミテイブ / Ultraman Geed Primitive）                 | U-24 | 寄宿着超人力霸王捷德 原始型態的力量                                                        |              | |
| 超人力霸王羅索 火型態（ウルトラマンロッソ フレイム / Ultraman Rosso Flame）                          | U-25 | 寄宿着超人力霸王羅索 火型態的力量                                                          |              | |
| 超人力霸王布魯 水型態（ウルトラマンブル アクア / Ultraman Blu Aqua）                                 | U-26 | 寄宿着超人力霸王布魯 水型態的力量                                                          |              | |
| 超人力霸王大河（ウルトラマンタイガ / Ultraman Taiga）                                                | U-27 | 寄宿着超人力霸王大河的力量                                                                 |              | |
| 超人力霸王泰坦斯（ウルトラマンタイタス / Ultraman Titas）                                            | U-28 | 寄宿着超人力霸王泰坦斯的力量                                                               |              | |
| 超人力霸王風馬（ウルトラマンフーマ / Ultraman Fuma）                                                 | U-29 | 寄宿着超人力霸王風馬的力量                                                                 |              | |
| 超人力霸王（ ウルトラマン/ Ultraman ）                                                               | U-30 | 寄宿着超人力霸王的力量                                                                     |              | |
| 佐菲（ ゾフィー/ Zoffy）                                                                             | U-31 | 寄宿着佐菲的力量                                                                           |              | |
| 超人Seven（ウルトラセブン/ Ultraman Seven）                                                          | U-32 | 寄宿着超人Seven的力量                                                                      |              | |
| 超人力霸王積克（ウルトラマンジャック / Ultraman Jack）                                               | U-33 | 寄宿着超人力霸王積克的力量                                                                 |              | |
| 超人力霸王Ace（ウルトラマンA/ Ultraman Ace）                                                         | U-34 | 寄宿着超人力霸王Ace的力量                                                                  |              | |
| 超人力霸王太郎（ウルトラマンタロウ/ Ultraman Taro）                                                  | U-35 | 寄宿着超人力霸王太郎的力量                                                                 |              | |
| 超人力霸王尼奥（ウルトラマンレオ / Ultraman Leo）                                                    | U-36 | 寄宿着超人力霸王尼奥的力量                                                                 |              | |
| 超人力霸王80（ウルトラマン80 / Ultraman 80）                                                         | U-37 | 寄宿着超人力霸王80的力量                                                                   |              | |

怪獸
| 名稱                                                                              | 編號      | 相關簡介                                                           | 初次登場話數 | 備註 |
| --------------------------------------------------------------------------------- | --------- | ------------------------------------------------------------------ | ------------ | --- |
| 哥莫拉（ゴモラ/Gomora）                                                           | M-01      | 寄宿着古代怪獸（古代怪獣）哥莫拉的力量                             | 1            | 插入GUTS神光海帕槍的音效為「Shockwave」                                                                                |
| 艾雷王（エレキング/Eleking）                                                      | M-02      | 寄宿着宇宙怪獸（宇宙怪獣）艾雷王的力量                             | 2            | 插入GUTS神光海帕槍的音效為「Thunder」                                                                                  |
| 溫達姆（ウィンダム/Windom）                                                       | M-12      | 寄宿着膠囊怪獸（カプセル怪獣）或特空機2號（特空機2号）溫達姆的力量 |              | 插入GUTS神光海帕槍的音效為「Fire Fist」                                                                                |
| 巴爾坦星人（バルタン星人/Alien Balten）                                           | M-15      | 寄宿着宇宙忍者（宇宙忍者）巴爾坦星人的力量                         |              | 插入GUTS神光海帕槍的音效為「Frozen」                                                                                   |
| 梅爾巴（メルバ/Melba）                                                            | M-17      | 寄宿着超古代龍（超古代竜）梅爾巴的力量                             |              | 插入GUTS神光海帕槍的音效為「Sonic Boom」                                                                               |
| 加坦傑厄（ガタノゾーア/Gatanothor）                                               | M-27      | 寄宿着邪神 加坦傑厄的力量                                          |              | |
| 凱姆爾人（ケムール人/Kemur）                                                      | M-25      | 寄宿着誘拐怪人（誘拐怪人）凱姆爾人的力量                           |              | |
| 奇拉（キーラ/Keylla）                                                             | M-24      | 寄宿着光熱怪獸（光熱怪獣）奇拉的力量                               |              | |
| 基里艾洛德人（キリエロイド/Kyrieloid）                                            | M-18      | 寄宿着炎魔戰士（炎魔戦士）基里艾洛德人的力量                       |              | 插入GUTS神光海帕槍的音效為「Flame」                                                                                    |
| 加高爾貢（ガーゴルゴン/Gargorgon）                                                | M-10      | 寄宿着石化魔獸（石化魔獣）加高爾貢的力量                           | 17           | 插入GUTS神光海帕槍的音效為「Gargorgon」                                                                                |
| 積頓（ゼットン/Zetton）第二代積頓（ゼットン（二代目）/Zetton II）                 | M-03M-03' | 寄宿着宇宙恐龍（宇宙恐竜）積頓或第二代積頓的力量                   | 3            | 插入GUTS神光海帕槍的音效為「Fireball」                                                                                 |
| 蟾蜍鯨（ガマクジラ/Gamakugira）                                                   | M-04      | 寄宿着噴潮怪獸（潮吹き怪獣）蟾蜍鯨的力量                           | 5            | 插入GUTS神光海帕槍的音效為「Splash」                                                                                   |
| 賽文迦（セブンガー/Sevenger）                                                     | M-11      | 寄宿着怪獸球（怪獣ボール）或特空機1號（特空機１号）賽文迦的力量    |              | 插入GUTS神光海帕槍的音效為「Iron Fist」                                                                                |
| 金古喬 STORAGE Custom（キングジョー ストレイジカスタム/ King Joe STORAGE Custom） | M-15      | 寄宿着特空機3號（特空機3号）金古喬 STORAGE Custom的力量            |              | 插入GUTS神光海帕槍的音效為「Pedanium（ペダニウム）」                                                                   |
| 哥爾贊（ゴルザ/Golza）                                                            | M-16      | 寄宿着超古代怪獸（超古代怪獣）哥爾贊的力量                         |              | 插入GUTS神光海帕槍的音效為「Ultrasonic」                                                                               |
| 超機人Zero（ウルトロイドゼロ/Ultroid ）                                           | M-14      | 寄宿着特空機4號（特空機4号）超機人Zero的力量                       |              | 插入GUTS神光海帕槍的音效為「D4」                                                                                       |
| 眼Q（ガンQ/Gan-Q）眼QCode No.2（ガンQ（コードNo.02）/Gan-Q Code No.2）            | M-06M-06' | 寄宿著奇獸（奇獣）眼魔的力量                                       | 15           | 插入GUTS 神光海帕槍的音效為「Vacuum」                                                                                  |
| 加索特（ガゾート/Gazort）                                                         | M-05      | 寄宿著變形怪獸（変形怪獣）加索特的力量                             | 12           | 插入GUTS 神光海帕槍的音效為「Plasma」                                                                                  |
| 山丘古維拉（オカグビラ/Oka Gubila）                                               | M-21      | 寄宿著古代地底獸山丘古維拉的力量                                   |              | |
| 古維拉（グビラ/Gubila）                                                           | M-22      | 寄宿著深海怪獸（深海怪獣）古維拉的力量                             |              | |
| 甲基（ガギ/Gagi）                                                                 | M-26      | 寄宿著屏障怪獸（バリヤー怪獣）甲基的力量                           |              | |
| 霍洛波羅茲(ホロボロス/Horoboros)                                                  | M-08      | 寄宿著豪烈暴獸(豪烈暴獣)霍洛波羅茲的力量                           | 16           | 被伊格尼斯偷走的兩個怪獸鑰匙之一。 插入GUTS 神光海帕槍/黑影海帕槍與圓環之臂時的音效皆為「Lightning（ライトニング）」。 |
| 賽格古(ザイゴーグ/Zalgorg )                                                       | M-09      | 寄宿著閻魔獸(閻魔獣)賽格古的力量                                   | 16           | 被伊格尼斯偷走的兩個怪獸鑰匙之一。 插入GUTS 神光海帕槍/黑影海帕槍與圓環之臂時的音效皆為「Impact（インパクト）」。      |
|                                                                                   |           |                                                                    |              | |
|                                                                                   |           |                                                                    |              | |

宇宙人
| 名稱                                                                                    | 編號           | 相關簡介                                          | 初次登場話數 | 備註 |
| --------------------------------------------------------------------------------------- | -------------- | ------------------------------------------------- | ------------ | ---- |
| 海賊宇宙人 巴羅薩星人（海賊宇宙人バロッサ星人/Space pirate ALIEN BAROSSA ）             |                | 寄宿著海賊宇宙人 巴羅薩星人的力量                 |              |      |
| 達達星人A（ダダ（A）/Dada A）達達星人B（ダダ（B）/Dada B）達達星人C（ダダ（C）/Dada C） | M-23M-23'M-23" | 寄宿著三面怪人（三面怪人）達達星人（A/B/C）的力量 |              |      |
| 札古拉斯•札古拉（ジャグラス ジャグラー/Jugglus Juggler）                                | M-31           | 寄宿着無幻魔人（無幻魔人）札古拉斯•札古拉的力量   |              |      |

闇之巨人/邪惡巨人
| 名稱                                                     | 編號 | 相關簡介                                    | 初次登場話數 | 備註 |
| -------------------------------------------------------- | ---- | ------------------------------------------- | ------------ | --- |
| 邪惡迪卡（イーヴィルティガ/Evil Tiga）                   | M-19 | 寄宿着邪惡迪卡的力量                        |              | 插入GUTS神光海帕槍的音效為「Shadow」 |
| 超人力霸王貝利亞（ウルトラマンベリアル/Ultraman Belial） | M-20 | 寄宿着超人力霸王貝利亞的力量                |              | 插入GUTS神光海帕槍的音效為「Deathcium（デスシウム）」                                                                                                   |
| 卡蜜拉（カミーラ/Camearra）                              | M-28 | 寄宿着愛憎戰士（愛憎戦士）卡蜜拉的力量      |              | |
| 達拉姆（ダーラム/Darramb）                               | M-29 | 寄宿着剛力戰士（剛力戦士）達拉姆的力量      |              | |
| 希特拉（ヒュドラ/Hudra）                                 | M-30 | 寄宿着俊敏戰士（俊敏戦士）希特拉的力量      |              | |
| 黒暗Trigger（トリガーダーク/Dark）                       | 10-U | 寄宿着暗黑勇士（闇黒勇士）黒暗Trigger的力量 | 15           | 伊格尼斯將自己身上黑暗Trigger的力量注入到空白鑰匙誕生而成。 插入GUTS 神光海帕槍/黑影海帕槍與圓環之臂時的音效皆為「Dark Zeperion（ダークゼペリオン）」。 |
| 卡露蜜拉（カルミラ/Carmeara）                            | M-33 | 寄宿着妖麗戰士（妖麗戦士）卡露蜜拉的力量    |              | |
| 達貢（ダーゴン/Darrgon）                                 | M-34 | 寄宿着剛力鬥士（剛力闘士）達貢的力量        |              | |
| 修朵拉姆（ヒュドラム/Hudram）                            | M-35 | 寄宿着俊敏策士（俊敏策士）修朵拉姆的力量    |              | |

特殊
| 名稱                                                                           | 編號 | 相關簡介                   | 初次登場話數 | 備註                                                                                     |
| ------------------------------------------------------------------------------ | ---- | -------------------------- | ------------ | ---------------------------------------------------------------------------------------- |
| 納斯迪賽號                                                                     | M-07 | 寄宿着納斯迪賽號的力量     | 15           | 使用作發射「極限納斯光炮」。 插入GUTS神光海帕槍的音效為「Nursedessei（ナースデッセイ）」 |
| TDG 25週年 (TDG 25thアニバーサリー/TDG 25th Anniversary )                      | EX   | 寄宿着迪加,帝拿,佳亞的力量 |              |                                                                                          |
| 超人力霸王 55周年（ウルトラマン 55thアニバーサリー/Ultraman 55th Anniversary） | EX   | 寄宿着超人力霸王的力量     |              | 插入GUTS神光海帕槍的音效為「Slash」                                                      |

- GUTS 扣帶

原文： / GUTS Buckle
 基地 
- 納斯迪賽號 （ /Nursedessei）

供GUTS-SELECT的隊員們搭乘，由聖彰人和TPU合力開發的對怪獸戰鬥用艦艇，全長共達40公尺。
艙內設有能夠移動作戰的艦橋、房間、研究室，右弦則裝配大型荷電粒子炮以進行作戰使用。根據《納斯迪賽號開發秘語》第15話的資訊，該艦艇是以宇宙龍納斯（宇宙竜ナース）為範本設計。在第8話，系統曾遭到達達入侵而造成部分設施破壞，但在成員合力下則化險為夷。
在第15話吸收強大的力量後，艦艇也可轉換成如納斯姿態的「戰鬥形態」，配備武裝則有「雷射雨」、「極限納斯光炮」等設施。缺點是使用此模式會對除艦橋以外的房間造成損壞。
最終話彰人改良了納斯迪賽號，使尤奈能在艦艇内使用尤莎蕾留下的超古代戒指吸取永恆核心力量，從而令艦艇變成閃耀模式，並將力量透過炮口傳送至劍悟變身的特利卡真實型態。
在續作《超人力霸王德卡》持續服役中。

戰機
- GUTS 獵隼 （ / GUTS Falcon）

由聖彰人和TPU合力開發，納斯迪賽號上搭載的艦載無人變形機。由擁有獵隼操控專家頭銜的日葵隊員進行遠程操控。
此變形機能從快速抵達戰場「飛行模式」變形為低空飛行或用於地面戰鬥挑戰怪獸的「超能模式」，是擁有兩種形態變形能力的特殊變形戰機，不過因設有複雜的變形機構，因此強度也是很大的問題。根據《納斯迪賽號開發秘語》顯示，起初規劃是由駕駛員操控的戰鬥機，連駕駛艙的配置和零件都已經策劃好，然而在聖彰人『因考慮降低人員的傷亡概率』下，則調整為當前遠程操控系統。
在續作《超人力霸王德卡》持續服役中，並改造成載人駕駛機。
- GUTS Wing 1號機（ / GUTS Wing 1）

第5話首度登場，出現在6年前戰鬥的報導片段中的謎之戰鬥機，當時是由靜間光國進行駕駛操控，也是包含GUTS獵隼與納斯迪賽號在內，所有TPU戰機的原基礎體。
雖對外界稱為政府應對怪獸災害而秘密研究製造，也私下實際上則是由靜間財團所擁有，但機翼上則有《迪卡》登場的防衛組織「TPC」的標誌。
在第9话中被確認就是《超人力霸王迪卡》世界观「Neo Frontier space」的防衛組織TPC的量產機，在本傳30年前曾由靜間光國駕駛，因捲入時空裂縫的事故而穿越到本傳所在的世界线，並調整為遠程操控駕駛。
最終話與GUTS獵隼共同向邪神梅加隆佐亞發動進攻，由靜間光國在納斯迪賽號遥距操控。

## 登場怪獸、宇宙人/生物、對怪獸機械、究極生命體

### 怪獸
- 超古代闇怪獸哥爾巴（Golba）

由闇之巨人所操控，外型融合了《迪卡》第1話登場的哥爾贊和美爾巴體徵的超古代闇怪獸，透過火炎彈襲擊了TPU的火星殖民地。
身高：65公尺
體重：7萬噸
登場話數：1
- 變形闇怪獸加佐特（Gazort）

由闇之巨人所操控，是由電離層中生活的生命體・閃電人群體融合而誕生的加佐特的闇型態，能感知到與闇之巨人同樣的黑暗能量反應。擁有飛行能力，能口吐出等離子光彈。
身高：59公尺
體重：5萬噸
登場話數：3、劇場版
- 破壞闇暴龍帝斯鐸拉戈（Death Drago）

在本傳六年前首次於人類面前現身，有著「最初的怪獸」異名的破壞暴龍，在六年前的戰鬥失去了其中一邊的頭角，因而被被卡露蜜拉操控，電擊受大幅強化，與靜間光國和彰人有因緣。
身高：66公尺
體重：6萬噸
登場話數：5、劇場版
- 石化闇魔獸賈戈爾貢（Gargorgon）

3000萬年前曾被卡露蜜拉操縱破壞超古代文明的怪獸，後來被尤紗蕾反射自己的石化射線而被擊退。
身高：55公尺
體重：5萬5千噸
登場話數：9
- 超古代闇怪獸哥爾巴II（Golba II）

由基里艾洛人從神秘空間召喚出來，第1話登場的怪獸進化而成，各項攻擊也有所提升，最終由從幻覺恢復的特利卡打倒。
身高：65公尺
體重：7萬噸
登場話數：18
- 邪神梅加隆佐亞

吸收修朵拉姆和達貢力量的卡露蜜拉，在接觸永恆之核後所異變的怪獸。
第23話吸收達貢力量及接觸永恆之核後首次出現,第24話中段被閃耀Trigger永恆與黒暗Trigger合作擊敗第一型態後，尾段繼續發出強大的黒暗力量進化為第二型態破壞城市。
身高：65公尺
體重：7萬噸
登場話數：23(尾段首次出現),24,25
- 吸血怪獸奇瑪伊拉（Gymaira）

棲息在地球的外星怪獸。
身高：59公尺
體重：5萬2千噸
登場話數：2
- 古代地底獸山丘古維拉（Oka Gubila）

古維拉的地底變種，他擅長鑽攻戰術，因受到超古代遺物吸引而開始大鬧城市。
身高：50公尺
體重：3萬5千噸
登場話數：4
- 撒旦德羅斯（Satan Delos）

失控飛來地球的宇宙人防衛用機器人，持有完全的防護罩系統來防止來自四面八方的攻擊，但需要23小時的能量充電才能保持運行，一天只活動一小時，也被稱為「一小時的惡魔」。在本作中卻遭到希特拉姆惡用。
身高：60公尺
體重：8萬噸
登場話數：6
- 海賊雛怪獣·幼體赞德利亚斯『克達米亞』（Zandorias Kedamya）（CV：湯淺楓）

巴羅薩星人（第四代）的同伴，是一種能聽懂人話及說話的奇特物種，喜歡在掠奪銀河系寶藏時感受浪漫。
身高：60公分
體重：5公斤
登場話數：7
- 四次元怪獸 布魯通（FOURTH-DIMENSIONAL MONSTER / BULLTON）

巴羅薩星人（第四代）為了擺脫超人力霸王Z的追捕而扔出的的四維怪獸，也是造成Z與巴羅薩星人墜入蟲洞的元兇。
身高：60公尺
體重：6萬噸
登場話數：7
- 變身怪獸 扎拉加斯（Zaragas）

全身覆蓋著堅硬外殼的怪獸，擁有著“變身怪獸”的綽號。在第10集時被告白失敗而發脾氣的達貢意外弄醒。
身高：40公尺
體重：2萬噸
登場話數：10
- 奇機械怪獸 帝亞博利克（Darebolic）

從阿布索留特人的金色漩渦空間被召喚出來,全身裝備各種各樣的武器化和強大的裝甲，攻防兼備的機械怪獸。
身高：60公尺
體重：6萬噸
登場話數：14
- 宇宙傳説魔獸 滅亡奧加（Orga）

以隕石型狀出現,由闇之巨人希特拉姆注入黒暗力量所激活的魔獸，其巨大口部不僅能放出強力光線，也能吸收吞食一切。
身高：69公尺
體重：6萬9千噸
登場話數：16
- 新宇宙傳説魔獸 滅亡大蛇（Orochi）

滅亡奧加被納斯迪賽號戰鬥型態的「極限納斯光炮」消滅後所進化再生的魔獸。能從背上的突起物展開吸收力場，在吸收一切能源後從頭上發射反射光線。
身高：66公尺
體重：6萬6千噸
登場話數：16,17
- 毒炎怪獸 賽古梅戈爾（Segmeger）

出現在劍悟的夢中，為超古代地球星警衛團一方的怪獸，曾與黑暗特利卡和卡露蜜拉交手時被聯手擊敗。
身高：57公尺
體重：4萬5千噸
登場話數：18
- 電擊獸人 巴力蓋拉（Baligailer）（CV：島津健太郎）

與修朵拉姆結識，能夠控制雷霆如藍色惡魔般的電擊怪獸，能夠敲擊胸前的鼓及雙手射出光線攻擊對方，手腕上有一個吸口，可以將吸入的目標困在肚臍中，然而實際本性不壞，是一位性格單純悠哉的怪獸。
透過希特拉姆委託來綁架具有尤紗蕾力量的尤奈，但透過尤奈而得知自己被希特拉姆利用後，則轉手協助特利卡戰鬥，故事最後向劍悟一行人告別後離開了地球。
身高：55公尺
體重：4萬噸
登場話數：20
- 青色發泡怪獸 阿博拉斯（Aboras）

能從口中吐出泡沫溶液的藍色泡沫怪物，其特徵是巨大的藍色頭角，在3億年前被上古文明因「散布毒素」為由遭到封印，後受到巴力蓋拉的閃電影響而甦醒後，與復活的巴尼拉進行了一場激烈的戰鬥。
身高：60公尺
體重：2萬噸
登場話數：21
- 赤色火焰怪獸 巴尼拉（banilla）

從口中吐出強大火焰的赤炎魔物，其特徵是細長的骨狀紅色外貌，在3億年前被上古文明因「散布毒素」為由遭到封印，後受到巴力蓋拉的閃電影響而甦醒後，與復活的阿博拉斯進行了一場激烈的戰鬥。
身高：55公尺
體重：2萬噸
登場話數：21
- 機巧武者 機械武佐神（CV：越知靖）

伊格尼斯所收集的寶物，由於伊格尼斯設置的陷阱而出現，如歌舞伎役者般的機關人偶戰士，擁有能夠從尖端射出火球的和傘，及能夠斬波武藏劍，纏繞敵人的大型人玉輪等武器，也能夠使用多種神秘技巧進行戰鬥。
身高：50公尺
體重：5萬噸
登場話數：22
- 凶暴宇宙鮫 蓋涅迦古（凶暴宇宙鮫ゲネガーグ，FEROCIOUS SPACE SHARK / GENEGARG）

身高：67公尺　
體重：6萬噸
登場於：劇場版
- 地底怪獸 帕戈斯(地底怪獣パゴス，Pagos)

身高：52公尺
體重：2萬至3萬6千噸
登場於：劇場版
- 殲滅機甲獸 德斯特魯多斯（殲滅機甲獣デストルドス，ANNIHILATION ARMOR MONSTER / DESTRUDOS）

原為超人力霸王Z第24、25話登場的最終怪獸，萊拉伊布拉被塞里布洛附身後打開鐵球，内裏的徽章力量解放後出現。
身高：80公尺
體重：6萬噸
登場於：劇場版

### 宇宙人
- 海賊宇宙人 巴羅薩星人（第四代）（Space pirate  ALIEN BAROSSA IV）（CV：田口清隆）

來自巴羅薩行星的海賊宇宙人，具有進行掠奪的天性，被稱作「進行掠奪等卑劣行為的種族」，在本作與同伴「赞德利亚斯·克達米亞」透過四次元怪獸布魯通的力量穿越蟲洞，來到特利卡的世界。
身高：2-53公尺
體重：110公斤～25000噸
登場話數：7
- 三面怪人達達（THE DATA EFFECT）

由神秘的達達因子獲得力量(Power)而實體生成的電腦生命體。伸出雙手能夠射出神經元光線令對方受苦，在本劇中共有PDO-3A、PDO-3B、PDO-3C三個達達出現，外型為《超人力霸王帕瓦德》第8話出現的個體。
身高：0〜55公尺
體重：0〜1萬噸
登場話數：8
- 炎魔戰士基里艾洛德（Kyrieloid）

第18話事件的幕後黑手「基里艾洛人」的戰鬥型態，能夠以敏捷的戰鬥能力折騰敵人，並使用鋒利的爪子從手中射出火焰子彈。
身高：52公尺
體重：42000噸
登場話數：18(以人間體姿態短暫出現)、19(正式登場)

### 宇宙生物
- 寄生生物 賽雷普洛（Cerebro）

於《特利卡》劇場版登場，原自《超人力霸王Z》的敵役角色，在迪斯特爾德斯戰後，打算隱藏起來繼續作惡，但最後被結花和報仇的慎也捕獲，承受被二人解剖做成標本的下場。
然而在劇場版内則逃脫至托利加的宇宙，之後在時岡龍一/扎畢魯聯手中計劃下，分別附身在萊拉伊布拉及遙輝身上作亂，最後被七瀨日葵捕獲，轉交遙輝帶回原本的宇宙。

### 究極生命體　阿布索留特人一族
- 阿布索留特塔爾塔羅斯（Absolute Tartarus）（CV：諏訪部順一）

- 阿布索留特迪亞波羅（Absolute Diavolo）（CV：小川輝晃）

## 主要演員名單
《超人力霸王特利卡》的演員選拔採用了兩種方式：試鏡和直接邀約。前者是寺坂和金子參加的，考慮到新冠疫情的影響，試鏡為遠程進行的。後者是坂本一直關注的演員，如豐田以及參加過坂本導演作品的水野、春川、高木和細貝等演員。
主演
- 真中劍悟 - 寺坂賴我[20][21][10][8][22]
- 靜間結名 - 豐田留妃[21][10][23]
- 聖彰人 - 金子隼也[21][10][24]
- 七瀨日葵 - 春川芽生[21][25] (2 - 25)
- 佐久間鐵心 - 水野直（日语：水野直 (俳優)）[21][10][26] (2 - 25)
- 辰巳誠也 - 高木勝也（日语：高木勝也）[21][10][27]
- 伊格尼斯 - 細貝圭[28][10] (2 - 4,6 - 8,10,12 - 25)
- 靜間光國 - 宅麻伸（日语：宅麻伸） (1 - 3,9,19,24,25)

聲演
- 瑪露露 - M.A.O[29] (2 - 25)
- 卡露蜜拉- 上坂堇[30] (1 - 5,7,9,11,12,14 - 19,21 - 25)[31][7]
- 達貢 - 真木駿一[30] (2 - 5,7,9 - 12,14 - 19,21 - 23,25)
- 希特拉姆 - 高橋良輔[30] (3,4,6,7,9,11,12,14 - 16,19,20,22,25)
- 旁白 (14 - 25) - 馬克斯韋爾·鮑爾斯（日语：マックスウェル・パワーズ）

客演
- 真中莉奈- 橫山惠 (1,2,24)[32]
- 記者 - 松永安奈 (1 - 3)、宮島咲良（日语：宮島咲良） (24)
- 逃跑的少女 - 小林せら、美碧 (2)
- 少女 - 尻引結馨 (4)
- 聖彰人（少年時代） - 徳山凛響 (5)
- 靜間結名（少女時代） - 引地涼音 (5)
- 夏川遙輝 - 平野宏周 (7,8)[33]
- 記者 (7,8) -西島圓（日语：西島まどか）
- 行人A - 河中奎人 (8)
- 行人B - 羽柴志織 (8)
- 行人C - 相馬絵美 (8)
- 逃跑的人 - 安保匠、芳川つかさ、青山真利子、髙瀬翔太 (8)
- 靜間百合香 - 逢澤莉娜 (9)
- 尤奈的同學 - 髙橋咲歩花 (10)
- 卡爾蜜拉（人間體） - 上坂堇 (14)
- 青年利布特 - 土屋神葉 (14,15)[34]
- 警備員 - 福島弘之（日语：福島弘之）、二瓶健太郎 (15)
- 利修里亞星人 - 松林慶知、伊藤浩志、加藤千尚、西谷菜々恵 (17)
- 基里艾洛人（謎之男子） - 高橋麻琴（日语：高橋麻琴） (18,19)
- 花屋の店員 - 桃瀬陽菜 (18)
- 研究員 - 國重光司 (21)
- 堀田政道 - 田久保宗稔（日语：田久保宗稔） (24)
- 孩子們 - 池間悠輝蒼、門脇陽向太、山本颯舞、大西賢斗、比嘉太陽、斎藤佑真、坂井克徳、別府友柚、東海林忠輝、小林武嗣、小林京慎、沼倉遼、菅原大史、船附藍丈、新後閑崚、木下瑛太、亀山愛桜、山上寧々、船附純白、藤田紗世、溝口夏美、井手更咲、荘埜心結、東海林詩子、小松原愛央、松本碧唯 (25)

其他聲演
- 德邦 - 松田利冴（特別篇）
- 中島洋子 - 松田里茉 (7)
- 超人力霸王Z - 畠中祐 (7,8)
- 貝利亞魔劍 - 小野友樹  (7,8)
- 幼體赞德利亚斯克達米亞 - 湯淺楓 (7)
- 巴羅薩星人（第四代） - 田口清隆 (7)
- 超人力霸王利布特 - 駒田航 (14,15)
- 阿布索留特塔爾塔羅斯 - 諏訪部順一 (14,15)
- 阿布索留特迪亞波羅 - 小川輝晃 (14,15)
- 超人力霸王迪卡 - 真地勇志 (1,9,19)
- 巴利盖拉 - 島津健太郎 (20)
- 機械武佐神 - 越知靖 (22)

戲服演員
- 超人力霸王Trigger (1 - 12,14 - 25) - 岩田栄慶（日语：岩田栄慶）
- 瑪露露  (2 - 25) - 武田彩里
- 卡露蜜拉(1 - 5,7,9,11,12,14 - 19,22 - 25) - 安川桃香
- 達貢 (2 - 5,7,9 - 12,14 - 19,21 - 23,25) - 桑原義樹（日语：桑原義樹）
- 修朵拉姆  (3,4,6,7,9 - 12,14 - 16,18 - 20,22,25)、達達 (PDO-3A / B / C) (8)、泰莱斯通 (24) - 永地悠斗（日语：永地悠斗）
- ゴルバー (1)、デスドラゴ (5)、宇宙賽文加 (7)、ゴルバーII (18)、バニラ (21)、メガロゾーア (23 - 25) - 梶川賢司（日语：梶川賢司）
- ギマイラ (2)、超人力霸王Z (7,8)、超人力霸王迪卡(9,19)、メカムサシン (22) - 岡部暁（日语：岡部暁）
- ガゾート (3)、サタンデロス (6)、巴羅薩星人（四代目）(7)、キングジョーストレイジカスタム (8)、特利卡黑暗(10 - 12,16,17,21,22,24,25)、超人力霸王利布特 (14,15)、基里艾洛人 (19) -  石川真之介（日语：石川真之介）
- オカグビラ (4)、ザラガス (10)、メツオーガ (16)、セグメゲル (18)、アボラス (21)、パゴス (24) -  新井宏幸（日语：新井宏幸）[35]
- 安達仁美（日语：安達仁美） (11)
- 阿布索留特塔爾塔羅斯 (14,15)  - 岩上弘数（日语：岩上弘数）
- 阿布索留特迪亞波羅 (14,15) - 大村将弘（日语：大村将弘）
- 戴亚博里古 (14)、巴利盖拉 (20) - 高橋舜[36]

## 播放列表
以下時間以當地時間（日本時間）為準
| 日本首播 東京電視台/大阪電視台 | 台灣首播 MOMO親子台香港首播 ViuTV | 集數          | 標題漢譯                             | 登場怪獣・宇宙人・闇之巨人 | 其他登場的超人/變身者                  | 編劇                     | 導演              |
| ------------------------------ | --------------------------------- | ------------- | ------------------------------------ | --- | -------------------------------------- | ------------------------ | ----------------- |
| 2021/07/03                     | -                                 | 0             | 開播前特別篇～守護笑容，希望之光～   | - | -                                      | 足木淳一郎 （構成）      | 村上裕介 （演出） |
| 2021/07/10                     | 2022/03/062022/03/26              | 1             | 光之維繫者                           | - 超古代闇怪獸 ゴルバー - 妖麗戰士 卡露蜜拉 | 超人力霸王迪卡（出現在静間光國的回憶） | ハヤシナオキ（久彌直樹） | 坂本浩一          |
| 2021/07/17                     | 2022/03/132022/04/02              | 2             | 向未來翱翔                           | - 吸血怪獸ギマイラ - 妖麗戰士 卡露蜜拉 - 剛力鬥士 達貢 | -                                      | ハヤシナオキ（久彌直樹） | 坂本浩一          |
| 2021/07/24                     | 2022/03/202022/04/09              | 3             | 超古代的光與闇                       | - 変形闇怪獣ガゾート - 妖麗戰士 卡露蜜拉 - 剛力鬥士 達貢 - 俊敏策士 修朵拉姆 | -                                      | ハヤシナオキ（久彌直樹） | 坂本浩一          |
| 2021/07/31                     | 2022/03/272022/04/16              | 4             | 為了笑容                             | - 古代地底獣オカグビラ - 妖麗戰士 卡露蜜拉 - 剛力鬥士 達貢 - 俊敏策士 修朵拉姆 | -                                      | 根元歳三                 | 武居正能          |
| 2021/08/07                     | -                                 | 特別篇 （SP） | 守護和平的力量                       | - | -                                      | 足木淳一郎 （構成）      | 村上裕介 （演出） |
| 2021/08/14                     | -                                 | 特別篇 （SP） | 飛翔在宇宙的英雄                     | - | -                                      | 足木淳一郎 （構成）      | 村上裕介 （演出） |
| 2021/08/21                     | 2022/04/032022/04/23              | 5             | 彰人的約定                           | - 破壞闇暴竜 デスドラゴ - 妖麗戰士 卡露蜜拉 - 剛力鬥士 達貢 | -                                      | 根元歳三                 | 武居正能          |
| 2021/08/28                     | 2022/04/102022/04/30              | 6             | 一小時的惡魔                         | - サタンデロス - 俊敏策士 修朵拉姆 | -                                      | 根元歳三                 | 武居正能          |
| 2021/09/04                     | 2022/04/172022/05/07              | 7             | Inter‧Universe                       | - 海賊宇宙人バロッサ星人（四代目） - 海賊雛怪獣ベビーザンドリアス ケダミャー - 四次元怪獣ブルトン - 妖麗戰士 卡露蜜拉 - 剛力鬥士 達貢 - 俊敏策士 修朵拉姆                                        | 夏川遙輝/超人力霸王Z                   | 小柳啓伍                 | 田口清隆          |
| 2021/09/11                     | 2022/04/242022/05/14              | 8             | 侵略滋生                             | - ダダ（パワードダダ） | 夏川遙輝/超人力霸王Z                   | 小柳啓伍                 | 田口清隆          |
| 2021/09/18                     | 2022/05/012022/05/21              | 9             | 那天的羽翼                           | - 石化闇魔獣ガーゴルゴン - 妖麗戰士 卡露蜜拉 - 剛力鬥士 達貢 - 俊敏策士 修朵拉姆 | 超人力霸王迪卡（出現在静間光國的回憶） | 林壯太郎                 | 辻本貴則          |
| 2021/09/25                     | 2022/05/082022/05/28              | 10            | 動搖的心                             | - 変身怪獣ザラガス - 剛力鬥士 達貢 | -                                      | 林壯太郎                 | 辻本貴則          |
| 2021/10/02                     | 2022/05/152022/06/04              | 11            | 光與闇的邂逅                         | - 闇黑勇士 黒暗Trigger - 妖麗戰士 卡露蜜拉 - 剛力鬥士 達貢 - 俊敏策士 修朵拉姆 | -                                      | ハヤシナオキ（久彌直樹） | 武居正能          |
| 2021/10/09                     | 2022/05/222022/06/11              | 12            | 三千萬年的奇蹟                       | - 闇黑勇士 黒暗Trigger - 妖麗戰士 卡露蜜拉 - 剛力鬥士 達貢 - 俊敏策士 修朵拉姆 | -                                      | ハヤシナオキ（久彌直樹） | 武居正能          |
| 2021/10/16                     | 2022/05/292022/06/18              | 13            | 被盯上的隊長~瑪露露偵探事件簿~       | - | -                                      | 足木淳一郎               | 內田直之          |
| 2021/10/23                     | 2022/06/052022/06/25              | 14            | 黃金的威脅                           | - デアボリック - 妖麗戰士 卡露蜜拉 - 剛力鬥士 達貢 - 俊敏策士 修朵拉姆 - アブソリュートタルタロス - アブソリュートディアボロ                                                                     | 超人力霸王利布特/青年利布特            | 足木淳一郎               | 坂本浩一          |
| 2021/10/30                     | 2022/06/122022/07/02              | 15            | 龍之作戰                             | - アブソリュートディアボロ - アブソリュートタルタロス - 闇黑勇士 黒暗Trigger (伊格尼斯) - 妖麗戰士 卡露蜜拉(上坂菫) - 剛力鬥士 達貢 - 俊敏策士 修朵拉姆                                          | 超人力霸王利布特/青年利布特            | 足木淳一郎               | 坂本浩一          |
| 2021/11/06                     | 2022/06/192022/07/09              | 16            | 滅亡的嘲笑                           | - 宇宙伝説魔獣 メツオーガ - 新宇宙伝説魔獣メツオロチ - 闇黑勇士 黒暗Trigger (伊格尼斯) - 俊敏策士 修朵拉姆 - 剛力鬥士 達貢 - 妖麗戰士 卡露蜜拉                                                   | -                                      | 植竹須美男               | 越知靖            |
| 2021/11/13                     | 2022/06/262022/07/16              | 17            | 憤怒的饗宴                           | - 新宇宙伝説魔獣メツオロチ - 闇黑勇士 黒暗Trigger (伊格尼斯) - 俊敏策士 修朵拉姆(出現在伊格尼斯的夢境) - 妖麗戰士 卡露蜜拉 - 剛力鬥士 達貢                                                       | -                                      | 植竹須美男               | 越知靖            |
| 2021/11/20                     | 2022/07/032022/07/23              | 18            | 微笑作戰第一號                       | - 毒炎怪獣 セグメゲル(出現在劍悟的夢境) - 超古代闇怪獣 ゴルバーII - 闇黑勇士 黒暗Trigger(出現在現實及劍悟的夢境) - 妖麗戰士 卡露蜜拉(出現在現實及劍悟的夢境) - 俊敏策士 修朵拉姆 - 剛力鬥士 達貢 | -                                      | 根元歳三                 | 田口清隆          |
| 2021/11/27                     | 2022/07/102022/07/30              | 19            | 救世主的資格                         | - キリエロイド - 妖麗戰士 卡露蜜拉 - 俊敏策士 修朵拉姆 - 剛力鬥士 達貢 | 超人力霸王迪卡                         | 根元歳三                 | 田口清隆          |
| 2021/12/04                     | -                                 | -             | 特別篇 （SP）                        | 綻放的惡之花 | -                                      | 足木淳一郎 （構成）      | 村上裕介 （演出） |
| 2021/12/11                     | 2022/07/172022/08/06              | 20            | 藍色的那傢伙與電擊一同前來           | - バリガイラー - 俊敏策士 修朵拉姆 | -                                      | 継田淳                   | 辻本貴則          |
| 2021/12/18                     | 2022/07/242022/08/13              | 21            | 惡魔再臨                             | - アボラス - バニラ - 闇黑勇士 黒暗Trigger (伊格尼斯) - 剛力鬥士 達貢 - 妖麗戰士 卡露蜜拉 | -                                      | 継田淳                   | 辻本貴則          |
| 2021/12/25                     | 2022/07/312022/08/20              | 22            | 最後一局                             | - カラクリ武者メカムサシン - 闇黑勇士 黒暗Trigger (伊格尼斯) - 俊敏策士 希特拉姆 - 剛力鬥士 達貢 - 妖麗戰士 卡露蜜拉                                                                             | -                                      | 足木淳一郎               | 辻本貴則          |
| 2022/01/08                     | 2022/08/072022/08/27              | 23            | 我的朋友                             | - 邪神メガロゾーア - 剛力鬥士 達貢 - 妖麗戰士 卡露蜜拉 | -                                      | ハヤシナオキ（久彌直樹） | 坂本浩一          |
| 2022/01/15                     | 2022/08/142022/09/03              | 24            | 闇之支配者                           | - 邪神メガロゾーア - 闇黑勇士 黒暗Trigger (伊格尼斯) - 妖麗戰士 卡露蜜拉 | -                                      | ハヤシナオキ（久彌直樹） | 坂本浩一          |
| 2022/01/22                     | 2022/08/212022/09/10              | 25 (最終話)   | 致以相信笑容的人～PULL THE TRIGGER～ | - 邪神メガロゾーア - 闇黑勇士 黒暗Trigger (伊格尼斯) - 俊敏策士 修朵拉姆(被邪神梅加隆佐亞控制狀態) - 剛力鬥士 達貢(被邪神梅加隆佐亞控制狀態) - 妖麗戰士 卡露蜜拉                                 | 超人力霸王迪卡（出現在静間光國的回憶） | ハヤシナオキ（久彌直樹） | 坂本浩一          |

## 其他相關媒體

### 電影
《超人力霸王特利卡：特別篇 Z》（日语：ウルトラマントリガー エピソードＺ）是2022年由圓谷製作的特攝片《超人力霸王特利卡》的劇場版電影。2022年3月18日於松竹配給並在日本上映，同時於圓谷影視平台「TSUBURAYA IMAGINATION」的作品獨家發行。海外方面，圓谷透過官方YouTube頻道於2月18日宣布本作在上映當日，將透專為海外觀眾而設的平台「Ultraman Connection」限定波ㄧ。
2022年8月28日下午4時15分，該部電影於台灣MOMO親子台首播。
2022年9月17、24日及10月1日早上9時30分該部電影則由香港ViuTV分段首播，提供雙語廣播，不設提供中文字幕。
概要
本電影為《超人力霸王特利卡》的後日談，時間點設置在TV版結局的兩年後。前部作品《超人力霸王Z》飾演主角「夏川遙輝」的平野宏周也回歸首次參與電影的演出，此外電影則引進了全新敵役角色「邪惡特利卡」，將爆發一場命運的大決戰。
故事大綱
當特利卡與闇之巨人最終決戰的2年後，本該恢復平靜的地球，卻再次遭遇怪物頻繁的襲擊，與此同時世界各地相繼發生超古代遺跡的入侵事件，也讓迎接新隊長的GUTS-SELECT開始對兇手進行了調查。影之繼承者——邪惡特利卡也露出了爪牙！
一場掌握宇宙命運的壯烈戰鬥的序章也隨之開啟，為了守護大家的笑容，超人力霸王特利卡、以及新生的“GUTS-SELECT”成員們，將與超人力霸王Z和黑暗特利卡，向光與影發起挑戰！

#### 演員表
GUTS-SELECT
- 真中劍吾 - 寺坂賴我
- 靜間尤奈 - 豐田留妃
- 聖彰人 - 金子隼也
- 時岡龍一/扎比爾 - 中村優一
- 辰巳誠也 - 高木勝也（日语：高木勝也）
- 佐久間鐵心 - 水野直（日语：水野直 (俳優)）
- 七瀨日葵 - 春川芽生
- 瑪露露 - M.A.O（聲演）

TPU
- 靜間光國 - 宅麻伸（日语：宅麻伸）
- 辰巳的部下 - 桑野將春、山下俊之介、寺脇創

其他角色
- 夏川遙輝 - 平野宏周
- 伊格尼斯 - 細貝圭
- 萊拉伊布拉 - 安藤彰則（日语：安藤彰則）
- 萊勒成員 - 永吉幸一郎、西内薫
- 鬼屋的工作人員 - 梨本理惠、別當勝輝

聲演
- 超人力霸王Z - 畠中祐
- 貝利亞魔劍 - 小野友樹

主題曲
- 『Believer』

歌手：真中劍悟（寺坂頼我）,靜間尤奈（豐田留妃）, 聖彰人（金子隼也）
作詞：堀下さゆり　作曲：森元康介　編曲：渡辺徹 × 日比野裕史
插曲
『明日見る者たち』
演唱：寺坂賴我、豐田留妃、金子隼也 / 作詞： 渡部紫緒  / 作曲・編曲： 坂部剛
「  」
演唱：佐久間貴生/ 作詞、作曲：R・O・N / 編曲：R・O・N

### 衍生劇
《瑪露露導航》（マルっとナビ）
由瑪露露介紹了與「超人力霸王特利卡」相關的超級英雄、怪物和神秘物品的消息，於2021年7月10日作為圓谷影視平台「TSUBURAYA IMAGINATION」的原創作品獨家發行。
《納斯迪賽號開發秘語：特務3課奮鬥記》（ナースデッセイ開発秘話～特務3課奮闘記）
為本作的前日談及短編作品，描繪瑪露露加入GUTS-SELECT之前，與技術科特務3課的成員一同參與納斯迪賽號的建造歷程，全25話，於2021年7月10日作為圓谷影視平台「TSUBURAYA IMAGINATION」的原創作品獨家發行。

#### 演員表
- 瑪露露 -M.A.O（聲演）
- 堀田政道 - 田久保宗稔（日语：田久保宗稔）
- 矢崎照美 - 山﨑紫生
- 堀田滿 - 牧田未央
- 馬克馬星人 - 外島孝一（日语：外島孝一）（聲演）
- 貝丹星人- 村上洋（日语：村上 ヨウ）（聲演）
- 達達
- 蟬人
- 匹特星人- 大谷美紀（聲演）
- 傑頓星人- 岸哲生（日语：岸哲生）（聲演）

### 廣播劇
『銀河救援隊』（GRF ボイスドラマ / Galaxy Rescue Force Voice Drama）
與《特利卡》本劇一同在圓谷Youtube頻道配信，描述加入銀河救援隊的超人力霸王利布特和索拉，與其他銀河救援隊的活躍故事。

#### 聲演
- 超人力霸王利布特 - 駒田航
- 索拉 - 潘惠美
- 安德魯美洛斯 -  山口智大（日语：山口智広）
- 戰神（伊薩娜女王） - 真堂圭
- 宇宙工作員肯尼斯 -  山田成吾
- 超人力霸王涅歐斯 -  八塚竜也
- 超人力霸王喬尼亞斯 -  金光宣明
- 超人力霸王正義 - 潘惠美
- 宇宙海人巴爾吉星人 - 岸哲夫
- 皮可拉星人波可拉 -ひいろ
- 超人七號21 - 松本健太（日语：松本健太）
- 巴巴爾星人 - 橋本達也（日语：橋本達也_(俳優)）
- 超人力霸王杰諾 - 岩崎諒太
- 達達- 村上洋（日语：村上ヨウ）

## 音樂

### 片頭曲
「  」
- 演唱：佐久間貴生[38]/ 作詞、作曲：R・O・N（日语：R・O・N） / 編曲：R・O・N（日语：R・O・N）

中国大陆版片头曲 「信念之光」（第14话-第25话）
- 演唱：毛华锋/  作词：李文贤/ 作曲：秦洋/ 编曲：秦洋

### 片尾曲
「なないろのたね」（第1 - 13話）
- 演唱：ChouCho / 作詞、作曲：ChouCho / 編曲：村山☆潤（日语：村山☆潤）

「明日見る者たち」（第14 - 25話）
- 演唱：寺坂賴我、豐田留妃、金子隼也 / 作詞： 渡部紫緒  / 作曲・編曲： 坂部剛

### 插曲
「 ご唱和ください 我の名を！ 」（第7話）
- 演唱：遠藤正明 / 作詞、作曲：遠藤正明 /  編曲：宮崎京一（KEYTONE）、飯田涼太（KEYTONE）

「Higher Fighter」 (15)
- 演唱：Ancient times / 作詞：金光大輔 / 作曲・編曲： ハマサキユウジ

「ウルトラ・BOOT CAMP!!」（15話作為插入曲放映）
- 歌 - 青年利布特（土屋神葉） / 作詞 - 松井洋平 / 作曲・編曲 - AstroNoteS

### 角色曲
「Dear SMILE」　
- 演唱：真中劍吾(寺坂賴我) / 作詞：松井洋平　/ 作曲・編曲：AstroNoteS

「STEP UP TOMORROW」
- 演唱：靜間尤奈（豐田留妃) / 作詞：松井洋平 / 作曲・編曲：羽鳥沙也夏

「REALIZE」
- 歌：聖彰人(金子隼也) / 作詞：松井洋平/ 作曲：フジムラトヲル / 編曲：藤田宜久

「 Hunt In The DARK」
- 歌：伊格尼斯(細貝圭) / 作詞：松井洋平　 / 作曲・編曲：AstroNoteS

「メトロン・サンセット」　（13話作為插入曲放映）
- 歌：瑪露露(M.A.O) / 作詞：松井洋平　 / 作曲・編曲：酒井陽一

「The End of LIGHT」　
- 歌：卡露蜜拉(CV.上坂堇)、達貢(CV.真木駿一)、希特拉姆(CV.高橋良輔) / 作詞：松井洋平　 / 作曲・編曲：石川智久

## 製作人員
林直樹是這部系列的一位構成人員，也是他首次參加《超人力霸王》系列。他是一位對這個系列有興趣但沒有參與過的編劇，是通過和他在《黑狐忍者》中一起工作的坂本介紹而來的。其他人員包括另一位構成人員足木淳一郎、設計師武藤聖馬、K-SuKe和音樂人坂部剛等，都是曾參與過坂本導演作品的創作者。
超人力霸王特利卡製作委員會（圓谷製作、東京電視台、電通）
- 監修 - 塚越隆行
- 製作統括 - 永竹正幸
- 製作 - 隠田雅浩
- 企劃 - 黒澤桂、古澤圭亮、春山行夫、田中快、濵田健二
- 首席製作人 - 北浦嗣巳
- 製作人 - 村山和之、大石淳子（東京電視台）、嵯峨隼人
- 音楽製作人 - 関根陽一
- 音楽 - 坂部剛（日语：坂部剛）
- 音楽制作 - Lantis
- 音楽協力 - 東京電視台
- 聯合製片人 - 岡本有将
- 番組宣傳 - 徳田良平
- 策劃經理 - 飯田将太（東京電視台）
- 劇本統籌 - 林直樹、足木淳一郎
- 編劇 - 林直樹、根元歳三、小柳啓伍、林壮太郎、植竹須美男、継田淳
- 導演 - 坂本浩一、武居正能、田口清隆、辻本貴則、越知靖、内田直之
- 撮影 - 村川聰
- 照明 - 小笠原篤志
- 美術 - 木場太郎
- 録音 - 星一郎
- 操演 - 根岸泉
- 場記 - 山内薫
- 編輯 - 矢船陽介
- 拋桿 - 島田和正
- 助監督 - 越知靖
- 特撮助監督 - 内田直之
- 武術指導 - 寺井大介
- 視覺效果 - 三輪智章
- VFX協調人員 - 豊直康
- 特殊造形 - 亀田義郎、原規弘、小島巧
- 角色設計 - 後藤正行、K-SuKe、武藤聖馬
- 背景 - 島倉二千六
- 皮套演員輔助 - 大野まゆみ
- 設定監修 - 渋谷浩康
- 標題設計 - 竹内純
- 音響効果 - 古谷友二
- 特別協力 - トヨタ自動車株式会社
- 助理制作人 - 松田寛子

## 播放詳情
日本
- 東京電視台、大阪電視台

播出日期：2021年7月10日-2022年1月22日
播出時間：每週六 09:00-09:30（日本時間）
台灣
- 網絡平台
- CatchPlay+、LINE TV、MyVideo、KKTV、Yahoo TV、巴哈姆特動畫瘋、LiTV 線上影視、HamiVideo、中華電信MOD、FriDay影音

播出日期：2021年7月17日-2022年1月29日
播出時間：每週六 09:00-09:30
- MOMO親子台

播出日期：2022年3月6日-8月21日
播出時間：每週日 17:30-18:00
- 官方Youtube頻道

播出日期：2022年3月24日
播出時間：不定時更新
香港
- ViuTV

播出日期：2022年3月26日-9月10日
播出時間：每週六 09:30-10:00（香港時間，但實際播出時間仍視乎當日有沒有NBA直播而定）
*不設中文字幕
印尼
- RTV

播出日期：2022年3月30日-9月14日
播出時間：每週三 09:00-09:30
播映平台
| 播放日期        | 播放時間（UTC+9） | 播放電視台 | 播放地區   | 備註 |
| --------------- | ----------------- | ---------- | ---------- | ---- |
| 2021年7月10日－ | 每週六 10：00     | 東京電視台 | 關東廣域區 |      |
| 2021年7月10日－ | 每週六 10：00     | 大阪電視台 | 大阪府     |      |

| 播放日期      | 播放時間（UTC+8）                                                         | 播放電視台     | 播放地區 | 備註         |
| ------------- | ------------------------------------------------------------------------- | -------------- | -------- | ------------ |
| 2021年7月17日 | 每週六 09：00                                                             | CatchPlay+     | 臺灣     |              |
| 2021年7月17日 | 每週六 09：00                                                             | LINE TV        | 臺灣     |              |
| 2021年7月17日 | 每週六 09：00                                                             | MyVideo        | 臺灣     |              |
| 2021年7月17日 | 每週六 09：00                                                             | KKTV           | 臺灣     |              |
| 2021年7月17日 | 每週六 09：00                                                             | Yahoo TV       | 臺灣     |              |
| 2021年7月17日 | 每週六 09：00                                                             | 巴哈姆特動畫瘋 | 臺灣     |              |
| 2021年7月17日 | 每週六 09：00                                                             | LiTV 線上影視  | 臺灣     |              |
| 2021年7月17日 | 每週六 09：00                                                             | HamiVideo      | 臺灣     |              |
| 2021年7月17日 | 每週六 09：00                                                             | 中華電信MOD    | 臺灣     |              |
| 2021年7月17日 | 每週六 09：00                                                             | FriDay影音     | 臺灣     |              |
| 2022年3月26日 | 逢星期六 09:30-10:00am（香港時間，實際播出時間視乎當日是否有NBA直播而定） | ViuTV          | 香港     | 不設中文字幕 |

## 外部連結
- 《超人力霸王特利卡》圓谷官方網站 （页面存档备份，存于）（日語）
- 《超人力霸王特利卡》東京電視台官方網站 （页面存档备份，存于）（日語）
- 《超人力霸王系列》萬代官網 （页面存档备份，存于）（日語）
- 《超人力霸王系列》官方推特 （页面存档备份，存于）（日語）
- 奥特曼中国官方微博（中文）
- 《超人力霸王系列》台灣地區官方臉書專頁 （页面存档备份，存于）（中文）